# Municipio de Marion (condado de Dubois)
El municipio de Marion (en inglés: Marion Township) es un municipio ubicado en el condado de Dubois en el estado estadounidense de Indiana. En el año 2010 tenía una población de 1501 habitantes y una densidad poblacional de 17,74 personas por km².

## Geografía
El municipio de Marion se encuentra ubicado en las coordenadas 38°23′48″N 86°50′29″O / 38.39667, -86.84139. Según la Oficina del Censo de los Estados Unidos, el municipio tiene una superficie total de 84.6 km², de la cual 82,13 km² corresponden a tierra firme y (2,91 %) 2,46 km² es agua.

## Demografía
Según el censo de 2010, había 1501 personas residiendo en el municipio de Marion. La densidad de población era de 17,74 hab./km². De los 1501 habitantes, el municipio de Marion estaba compuesto por el 99,13 % eran blancos, el 0,07 % eran afroamericanos, el 0,07 % eran amerindios, el 0,2 % eran asiáticos, el 0,47 % eran de otras razas y el 0,07 % eran de una mezcla de razas. Del total de la población el 1 % eran hispanos o latinos de cualquier raza.